# アブドゥッラー・アル・ヒラリ
アブドゥッラー・アル・ヒラリ（アラビア語: عبد الله الهلالي、英: Abdullah Al Hilali、1970年9月2日 - ）は、オマーンの首都マスカット出身のサッカー審判員である。

## 概要
オマーンリーグでサッカー審判員としてのキャリアを開始した後、2002年に国際サッカー連盟（FIFA）のライセンスを取得し、国際審判員として活動している。母語であるアラビア語に加え、第二言語として英語を使用することができる。

## 主要な活動
2008年、オマーンのサッカー審判員として初めてオリンピックサッカー競技において主審を務めた。
また、2011年のAFCアジアカップでは2試合で主審を担当した。さらに、AFCチャンピオンズリーグにおいても主審を務めている。

## 担当した主な国際大会

### 北京オリンピックサッカー競技
北京オリンピックサッカー競技では2試合を担当した。
- グループA： アルゼンチン vs  セルビア
- グループD： カメルーン vs  ホンジュラス

### AFCアジアカップ2011
AFCアジアカップ2011では2試合を担当した。
- グループA:  中国 vs  ウズベキスタン
- グループC:  韓国 vs  バーレーン

### FIFAワールドカップ・アジア予選
- 2010 FIFAワールドカップ・アジア予選
  - 1次予選： バングラデシュ vs  タジキスタン
  - 2次予選： トルクメニスタン vs  香港
  - 3次予選：グループ4  レバノン vs  ウズベキスタン、グループ5  クウェート vs  シリア
  - 4次予選：グループA  オーストラリア vs  バーレーン、グループB  韓国 vs  朝鮮民主主義人民共和国
- 2014 FIFAワールドカップ・アジア予選
  - 3次予選：グループA  イラク vs  シンガポール、グループA  クウェート vs  アラブ首長国連邦
  - 4次予選：グループA  レバノン vs  ウズベキスタン